# Danemark au Concours Eurovision de la chanson 2013
Le Danemark a participé au Concours Eurovision de la chanson 2013 à Malmö, en Suède.
La candidature a été choisie par une sélection nationale lors de la finale du Dansk Melodi Grand Prix 2013. Le Danemark est représenté par la chanteuse Emmelie de Forest avec sa chanson Only Teardrops. Elle se qualifie en première position lors de la première demi-finale de l'Eurovision et elle remporte le concours le soir de la finale en se plaçant 1re avec 281 points.

## Dansk Melodi Grand Prix 2013
Le 28 mai 2012, deux jours après la finale de la 57e édition de l'Eurovision à Bakou en Azerbaïdjan, le diffuseur danois DR annonce la participation du pays au concours en 2013. Les artistes et leurs chansons ont été révélés le 16 janvier 2013. 10 candidats participent à la finale, dont seuls 3 seront qualifiés à la superfinale, à la fin de l'émission. Simone, Emmelie de Forest et Mohamed Ali sont sélectionnés dans le top 3. Le jour de la super finale, Emmelie remporte le Dansk Melodi Grand Prix 2013 avec sa chanson Only Teardrops avec un total de 26 points, 11 points donnés par le jury et 15 points accordés par le public (soit 50 % des téléspectateurs).

### Finale
| Ordre | Artiste                   | Chanson                      | Compositeur(s)                                                                                  | Résultat       |
| ----- | ------------------------- | ---------------------------- | ----------------------------------------------------------------------------------------------- | -------------- |
| 1     | Frederikke Vedel          | Jeg har hele tiden vidst det | Pernille Georgi, Thomas Reil, Jeppe Reil                                                        | Eliminé        |
| 2     | Brinck                    | Human                        | Niels Brinck Kristensen                                                                         | Eliminé        |
| 3     | Kate Hall                 | I'm Not Alone                | Lars Halvor Jensen, Martin Larsson, Michelle Bell, Oscar Holter, Jakke Erixson, Simon Hermansen | Eliminé        |
| 4     | Louise Dubiel             | Rejs dig op                  | Casper Lindstad, Rune Braager, Louise Dubiel                                                    | Eliminé        |
| 5     | Daze                      | We Own The Universe          | Thomas G:son, Peter Boström                                                                     | Eliminé        |
| 6     | Simone                    | Stay Awake                   | Lars Halvor Jensen, Carsten Lindberg                                                            | Superfinaliste |
| 7     | Jack Rowan feat. Sam Gray | Invincible                   | Achmad Darwich, Jack Rowan, Sam Gray                                                            | Eliminé        |
| 8     | Emmelie de Forest         | Only Teardrops               | Lise Cabble, Julia Fabrin Jakobsen, Thomas Stengaard                                            | Superfinaliste |
| 9     | Albin                     | Beautiful To Me              | Brian Risberg Clausen, Mads Haugaard                                                            | Eliminé        |
| 10    | Mohamed Ali               | Unbreakable                  | Morten Friis, Michael Parsberg, Peter Bjørnskov, Lene Dissing                                   | Superfinaliste |

### Superfinale
| Ordre | Artiste           | Chanson        | Jury      | Jury        | Jury         | Jury     | Jury | Jury  | Vote par SMS | Total | Place |
| Ordre | Artiste           | Chanson        | Cutfather | L. Sørensen | J. de Mylius | M. Lucia | Kato | Total | Vote par SMS | Total | Place |
| ----- | ----------------- | -------------- | --------- | ----------- | ------------ | -------- | ---- | ----- | ------------ | ----- | ----- |
| 6     | Simone            | Stay Awake     | 1         | 1           | 2            | 2        | 2    | 8     | 7            | 15    | 3     |
| 8     | Emmelie de Forest | Only Teardrops | 3         | 3           | 3            | 1        | 1    | 11    | 15           | 26    | 1     |
| 10    | Mohamed Ali       | Unbreakable    | 2         | 2           | 1            | 3        | 3    | 11    | 8            | 19    | 2     |